# Ajmak bajanolgijski
Ajmak bajanolgijski (mong. Баян-Өлгий аймаг, kaz. Баян Өлгей аймағы) – jeden z 21 ajmaków w Mongolii, znajdujący się w zachodniej części kraju. Stolicą ajmaku jest Olgij, znajdujący się 1645 km na zachód od stolicy kraju Ułan Bator.
Utworzony w 1940 roku ajmak obejmuje powierzchnię 45 700 km². Graniczy z Rosją i Chinami. Zamieszkany jest głównie przez ludność pochodzenia kazachskiego. Gospodarka oparta na eksploatacji złóż, głównie srebra i wolframu. W rolnictwie uprawa warzyw, głównie ziemniaka. Zbóż uprawia się niewiele. Duże znaczenie dla gospodarki ajmaku mają połączenia tranzytowe z Rosją i Chinami.
Liczba ludności w poszczególnych latach:
| 1979   | 1989   | 2000   | 2010   |
| ------ | ------ | ------ | ------ |
| 71 000 | 90 900 | 91 068 | 85 232 |

## Somony
Ajmak bajanolgijski dzieli się na 14 somonów:

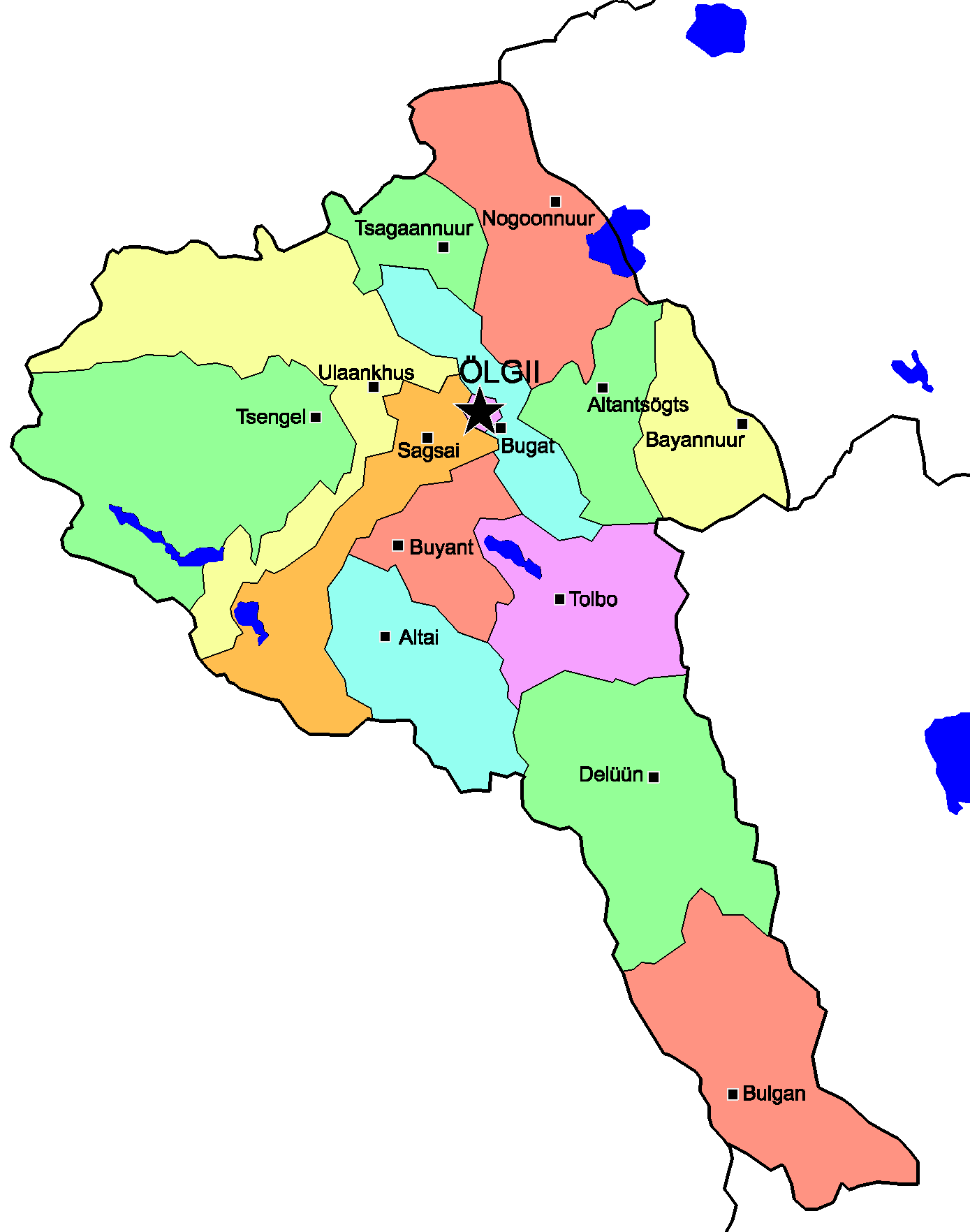
Somony ajmaku bajanolgijskiego

| - Altancögc - Altaj - Bajannuur - Bugat - Bulgan - Bujant - Cagaannuur | - Cengel - Delüün - Nogoonnuur - Olgij - Sagsaj - Tolb - Ulaanchus |